# Caseidae
Die Caseidae waren pflanzenfressende Synapsiden aus der Gruppe der Pelycosaurier. Sie sind also nach klassischer Sicht „Reptilien“, aber mit denjenigen Tieren verwandt, aus denen sich die „säugetierähnlichen Reptilien“ und schließlich die Säugetiere entwickelt haben. Sie lebten im späten Pennsylvanium und Perm vor etwa 290 bis 260 Millionen Jahren.

## Beschreibung
Die Körpergröße der Caseidae variiert erheblich, die kleineren Vertreter waren rund ein Meter, während die größeren Arten eine Länge von über vier Metern und ein geschätztes Gewicht von 500 Kilogramm erreichten.
Der Schädel dieser Tiere war kurz und hatte eine nach vorne gebogene Grundform. Das für die Synapsiden typische Schädelfenster war sehr groß, um Platz für eine kräftige Kaumuskulatur zu ermöglichen. Auch die Nasenöffnungen waren stark vergrößert. Die Zähne waren gleichförmig (homodont), sie hatten eine stumpfe Form mit gewellten Kanten. Am Munddach befand sich eine Reihe kleinerer Zähne, die – da entsprechende Strukturen am Unterkiefer fehlen – wohl mit einer rauen, muskulösen Zunge zusammenarbeiteten und so die Aufnahme harter Pflanzenteile ermöglichten. Das Körperskelett war fassförmig, wohl um Platz für einen gut entwickelten Verdauungstrakt zur Fermentation der Pflanzennahrung zu schaffen. Die Gliedmaßen waren kräftig, im Vergleich zum übrigen Körper war der Kopf sehr klein und der Hals kurz.

## Räumliche und zeitliche Einordnung
Die ältesten Funde stammen aus dem frühen Perm und sie zählen zu den wenigen Pelycosauriern, die nicht nur aus Nordamerika bekannt sind – so wurden beispielsweise auch in Frankreich und Kasachstan Fossilien dieser Tiere entdeckt. Die jüngsten Funde stammen aus dem späten Mittelperm.

## Systematik
Systematisch bilden die Caseidae mit den Eothyrididae die Gruppe der Caseasauria, die an der Basis der Synapsiden steht und die die Schwestergruppe der Eupelycosauria bildet, aus denen sich die Therapsiden (die „säugetierähnlichen Reptilien“) und schließlich die Säugetiere entwickelt haben.

### Gattungen

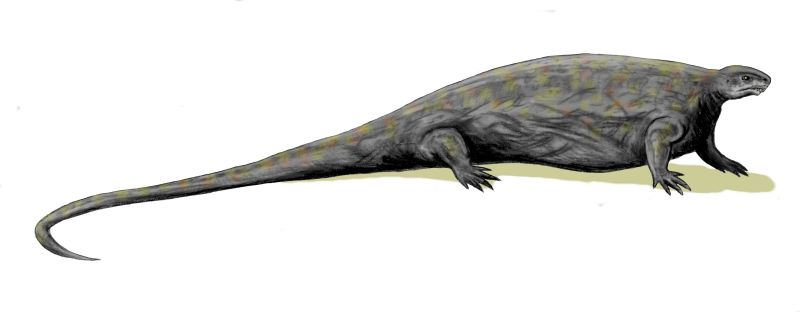
Casea broilii in einer Lebendrekonstruktion

- Alierasaurus[2]
- Angelosaurus
- Casea
- Caseopsis
- Caseoides
- Cotylorhynchus
- Ennatosaurus
- Eocasea[1]
- Knoxosaurus
- Martensius[3]
- Oromycter